# Sonny (bande originale)
Pour les articles homonymes, voir Sonny.
Albums de Demi Lovato
Camp Rock 2
(2010)
Singles
1. So Far, So Great
Sortie : 9 juin 2009
2. Me, Myself and Time
Sortie : 3 août 2010
3. Come Down With Love
Sortie : 17 septembre 2010
4. Work Of Art
Sortie : 27 septembre 2010

Sonny With a Chance est la bande originale de la série télévisée Disney Sonny interprétée par Demi Lovato.

## Singles
- So Far, So Great est le premier single issu de la bande originale. Il est sorti le 9 juin 2009 et c'est le thème principal de la série. La chanson est apparue sur la Disney Channel Playlist, et plus tard sur l'album Here We Go Again de Demi Lovato en tant que piste bonus. La chanson fut bien reçue sur Radio Disney.
- Me, Myself and Time est le second single issu de la bande originale. La chanson sortit sur ITunes le 3 août 2010[3]. On peut l'entendre dans l'épisode 4 de la saison 2 de la série et fut envoyée à Radio Disney pour diffusion à l'antenne.
- Come Down With Love est le troisième single issu de la bande originale. La chanson sortit sur ITunes le 17 septembre 2010.  On peut l'entendre dans l'épisode 18 de la saison 2 de la série et fut envoyée à Radio Disney pour diffusion à l'antenne.
- Work Of Art est le quatrième single issu de la bande originale. La chanson sortit sur ITunes le 27 septembre 2010. On peut l'entendre dans l'épisode 18 de la saison 2 de la série.

## Pistes
Standard Edition,
| No | Titre                | Artist           | Durée |
| -- | -------------------- | ---------------- | ----- |
| 1. | Me, Myself and Time  | Demi Lovato      | 3:47  |
| 2. | Hanging              | Sterling Knight  | 2:58  |
| 3. | Kiss Me              | Tiffany Thornton | 3:34  |
| 4. | What to Do           | Demi Lovato      | 3:03  |
| 5. | How We Do This       | Sterling Knight  | 2:52  |
| 6. | Work of Art          | Demi Lovato      | 2:56  |
| 7. | Come Down with Love  | Allstar Weekend  | 3:05  |
| 8. | Sure Feels Like Love | Tiffany Thornton | 3:43  |
| 9. | So Far, So Great     | Demi Lovato      | 2:14  |